# MapMan
Die Software MapMan dient dazu, sehr umfassende Datensätze, wie sie z. B. bei der Microarray-Analyse gewonnen werden, in ihrem biologischen Zusammenhang darzustellen. Sie wurde im Jahr 2004 unter der Regie des Max-Planck-Institutes für molekulare Pflanzenphysiologie und des Deutschen Ressourcenzentrum für Genomforschung herausgebracht.
Hierfür wurden zunächst, größtenteils in Handarbeit, funktionale Kategorien, sogenannte BINS (von engl. bin = „Tonne“), geschaffen und Gene und Stoffwechselprodukte der Ackerschmalwand in diese BINS eingeordnet.
Die MapMan Software-bietet die Möglichkeit, die klassifizierten Objekte einer BIN gruppiert darzustellen. So ist es dann möglich, die gesamte oder Teile der Antwort im biologischen Zusammenhang visuell auszuwerten. Hierbei wird jeder Datenpunkt als kleines farbkodiertes Rechteck dargestellt. Die Erhöhung eines Wertes wird durch blaue, eine Erniedrigung durch rote Farbe visualisiert. Da sich ähnliche BINs häufig koordiniert verhalten, ist es so möglich, einen Überblick über die gesamte Pflanzenreaktion zu bekommen, denn häufig lässt sich so eine eher ‚rote’ oder eine eher ‚blaue’ BIN erkennen.